# Richard Schlepegrell
Richard Dietrich Schlepegrell (Dinklage, 18 augustus 1826 – New York, 15 juli 1906) was een Duits-Amerikaans componist, violist en trompettist.

## Levensloop
Schlepegrell werd in 1847 lid van een militair muziekkorps in Oldenburg (Nedersaksen). In 1852 emigreerde hij naar de Verenigde Staten. In 1854 werd hij violist en trompettist in de US Military Band in West Point. Hij wisselde meerdere malen de militaire muziekkorpsen. In 1880 vertrok hij naar Virginia en trok zich op een Farm terug. Twee jaar later beëindigde hij het leven als Farmer en werd opnieuw muzikant in New York en zette zijn muzikale carrière voort. 
Als componist schreef hij vooral lichtere muziek (marsen en dansen) voor orkest, harmonieorkest, kamermuziek en piano.

## Composities

### Werken voor orkest
- 1875 Quadrille, Centennial
- 1876 Lancers excelsior
- 1876 Quadrile centennial
- 1877 High toned waltz lancers
- 1878 Electric light
- 1879 The Pilot lancers
- 1880 Anticipation quadrille
- 1880 Flirtation quadrille
- 1880 Imogene, polka mazurka
- 1880 Minnie, schottische
- 1880 Quadrille, Columbia
- 1880 Quadrille sailor's return
- 1881 Anchoria quadrille
- 1881 Excelsior quadrille, no. 50
- 1881 Nonpareil quadrille, no. 51
- 1881 Oscar's polo lanciers
- 1881 Quadrille, Army & navy
- 1881 Quadrille, Lawn tennis
- 1881 The New plantation quadrille
- 1882 Autumn leaves, galop
- 1882 Emma, schottische

### Werken voor harmonieorkest
- 1880 Consummation Quadrille
- 1882 The Harvest festival, Quadrille
- 1882 Victory, Quadrille
- 1883 Gambrinus lancers
- 1883 Capuciner lanciers
- 1883 Fear not!, galop
- 1883 Imperial march
- 1883 Magnet polka
- 1883 Overture; The Tourist
- 1883 Quadrille "unique circle"
- 1883 The Merry maiden, Quadrille
- 1884 Brunswick lancers
- 1884 Congratulation quadrille
- 1884 Home Circle - ouverture
- 1884 Lancers "The Noble guard"
- 1884 Let me dream again - Grand potpourri
- 1884 Overture; The silver bell
- 1884 Quadrille rayon d'or
- 1885 Acrobat galop
- 1885 Admiration; Lancers, no. 100
- 1885 Angelica polka
- 1885 Bon ton quadrille
- 1885 Friendship; Quadrille, no. 99
- 1885 Home run, galop
- 1885 Lead on - March
- 1885 Oriental lancers
- 1885 Overture; Faust
- 1885 Reunion march
- 1885 To the field of honor - March
- 1890 Pantomime Quadrille
- 1892 Magic Star
- 1898 Narcissus Overture
- 1898 The Golden Sceptre Overture
- 1899 Reception Overture
- Red Husser, mars
- The Silver Bell Overture
- The Silver Wedding Overture

### Kamermuziek
- 1884 Saratoga Lancers, voor cornet in Bes, piano, viool en cello
- 1884 Serenade Espagnole, voor dwarsfluit, alt-cornet, piano en viool
- 1884 The white Rose polka, voor dwarsfluit, klarinet in C, alt-cornet 1 en 2, trombone, drum, piano, violen 1 en 2, altviool, cello en contrabas

### Werken voor piano
- 1877 Cross and crescent quadrille
- 1877 Happy moment
- 1877 The Hero lancers
- 1879 Inspiration lancers
- 1879 Sailor's return
- 1880 Artist lancers
- 1880 Cricket polka
- 1880 Obelisk polka
- 1880 The Pilot lancers
- 1881 Autumn leaves galop
- 1881 Emma, schottische
- 1881 Why not galop